# Crayon Shin-chan: Arashi o yobu - Eikō no Yakuniku Road
Crayon Shin-chan: Arashi o Yobu: Eikō no Yakiniku Rōdo (クレヨンしんちゃん 嵐を呼ぶ 栄光のヤキニクロード Kureyon Shin-chan: Arashi o Yobu: Eikō no Yakiniku Rōdo) là một bộ phim anime 2003. Đây là phim thứ 11 dựa trên manga và anime hài Crayon Shin-chan. Phim được công chiếu ở các rạp Nhật Bản vào ngày 19 tháng 4 năm 2003. Phim cũng được phát sóng ở Ấn Độ trên kênh  Hungama TV với tên gọi Shin Chan Masala Story The Movie vào ngày 21 tháng 6 năm 2014.
Phim được sản xuất bởi Shin-Ei Animation.

## Cốt truyện
Nhà Nohara đang làm tiệc thịt nướng thì đột nhiên bị truy nã. Đồn cảnh sát hay nhiều nơi công cộng cũng ra lệnh truy nã nhà Nohara và ngôi nhà đó đã bị phong toả. Nhà Nohara quyết định lên đường đi Atami và gặp nhiều cuộc phiêu lưu khác nhau. Thì ra là do chiếc mũ thôi miên. Ngay lúc đó, Shin tuyên bố cuộc chiến kết thúc và về nhà làm tiệc thịt nướng. Bảng truy nã ở đồn cảnh sát cũng không còn.